# Encheloclarias curtisoma
Encheloclarias curtisoma é uma espécie de peixe da família Clariidae.
É endémica de Malásia.